# Шеридан, Дейв
Дейв Шеридан (англ. Dave Sheridan; род. 10 марта 1969, Ньюарк) — американский актёр-комик, музыкант, изредка выступает как продюсер и сценарист.

## Биография
Дэвид Кристофер Шеридан родился 10 марта 1969 года в Ньюарке. Впервые на телеэкране появился в 1996 году в реалити-шоу Buzzkill, на широком экране дебютировал в 2000 году заметной ролью офицера полиции Дуфи в фильме «Очень страшное кино». С 2004 года играет в организованной им музыкальной группе Van Stone, играющей в жанре «юмористический хард-рок».

## Избранная фильмография

### Кино
- 2000 — Очень страшное кино / Scary Movie  — специальный офицер Дуффи Гилмор (убийца)
- 2001 — Призрачный мир / Ghost World — Дуг
- 2001 — Парень из пузыря / Bubble Boy — Марк
- 2001 — Спецагент Корки Романо[англ.] / Corky Romano — агент Терренс Дарнелл
- 2002 — Фрэнк Маккласки, страховой детектив[англ.] / Frank McKlusky, C.I. — Фрэнк Маккласки
- 2003 — Борьба с искушениями / The Fighting Temptations — Билл, механик
- 2005 — Изгнанные дьяволом / The Devil’s Rejects — Рэй Добсон, полицейский
- 2006 — Шалун / Little Man — Роско
- 2008 — Сексдрайв / Sex Drive — Бобби Джо
- 2009 — В любви все средства хороши[англ.] / All’s Faire in Love — Джестер Рой / Хорни
- 2011 — Несносные боссы / Horrible Bosses — бармен
- 2013 — Дом с паранормальными явлениями / A Haunted House — Боб, охотник за привидениями
- 2013 — Дела с идиотами / Dealin’ with Idiots — Форрест
- 2014 — Дом с паранормальными явлениями 2 / A Haunted House 2 — Агул
- 2015 — Прогулка с мертвецами[англ.] / The Walking Deceased — шериф Линкольн
- 2016 — Пятьдесят оттенков чёрного / Fifty Shades of Black — Великий Мистерио
- 2017 — Виктор Кроули / Victor Crowley — Диллон
- 2018 — За пределами пустоты[англ.] / Beyond White Space — Уильям Стабнински
- 2021 — Курорт[англ.] / The Resort — детектив
- 2024 — Стрим[англ.] / Stream — Марк
- 2026 — Очень страшное кино 6 / Scary Movie 6 — Дуфи

### Видеоклипы
- 2002 — By the Way — Red Hot Chili Peppers — таксист-фанат
- 2002 — Universally Speaking — Red Hot Chili Peppers — Дуг из фильма «Мир призраков»